# Liga Premier de Siria 2022-23
La Liga Premier de Siria 2022-23 fue la 51.ª edición del torneo más importante de fútbol en Siria, desde su establecimiento. Esta temporada el torneo se disputó en una sola fase. El torneo comenzó el 9 de septiembre de 2022 y finalizó el 31 de mayo de 2023.
Participaron 12 equipos, 10 participantes de la temporada anterior y dos ascendidos de Segunda División. El club Teshrin de Latakia, partió como campeón defensor.

## Equipos
La liga sufrió una reducción, de 14 equipos que integraban la máxima división, se redujo a 12: con los descensos de los equipos Al-Shorta, Al-Horgelah, Nawair y Afrin. Los ascensos correspondieron a Al-Jazira y Al-Majd.

### Datos generales
Equipos ordenados alfabéticamente.
| Club       | Ciudad      | Estadio                    | Capacidad |
| ---------- | ----------- | -------------------------- | --------- |
| Al-Futowa  | Deir ez-Zor | Municipal Deir ez-Zor      | 13 000    |
| Al-Ittihad | Alepo       | Ri'ayet al-Shabab          | 10 000    |
| Al-Jaish   | Damasco     | Tishreen                   | 12 000    |
| Al-Karamah | Homs        | Khalid ibn al-Walid        | 32 000    |
| Al-Majd    | Damasco     | Tishreen                   | 12 000    |
| Al-Jazira  | Hasaka      | Basel al-Ásad (al-Hasakah) | 25 000    |
| Al-Taliya  | Hama        | Municipal Hama             | 22 000    |
| Al-Wahda   | Damasco     | Tishreen                   | 12 000    |
| Al-Wathba  | Homs        | Khalid ibn al-Walid        | 32 000    |
| Hutteen    | Latakia     | Al-Assad                   | 28 000    |
| Jableh     | Jableh      | Al-Baath                   | 10 000    |
| Teshrin    | Latakia     | Al-Assad                   | 28 000    |

## Desarrollo

### Tabla de posiciones
| Pos. | Equipo        | Pts. | PJ | G  | E  | P  | GF | GC | Dif. | Clasificación 2023-24         |
| ---- | ------------- | ---- | -- | -- | -- | -- | -- | -- | ---- | ----------------------------- |
| 1    | Al-Futowa (C) | 43   | 20 | 13 | 4  | 3  | 31 | 13 | +18  | Fase de grupos de la Copa AFC |
| 2    | Al-Ittihad    | 42   | 20 | 12 | 6  | 2  | 21 | 8  | +13  |                               |
| 3    | Jableh        | 35   | 20 | 9  | 8  | 3  | 31 | 16 | +15  |                               |
| 4    | Teshrin       | 33   | 20 | 8  | 9  | 3  | 14 | 8  | +6   |                               |
| 5    | Al-Wathba     | 31   | 20 | 8  | 7  | 5  | 23 | 15 | +8   |                               |
| 6    | Al-Jaish      | 29   | 20 | 7  | 8  | 5  | 26 | 18 | +8   |                               |
| 7    | Al-Karamah    | 20   | 20 | 4  | 8  | 8  | 13 | 19 | −6   |                               |
| 8    | Al-Wahda      | 16   | 20 | 3  | 7  | 10 | 11 | 23 | −12  |                               |
| 9    | Al-Taliya     | 15   | 20 | 1  | 12 | 7  | 11 | 21 | −10  |                               |
| 10   | Hutteen       | 14   | 20 | 2  | 8  | 10 | 13 | 31 | −18  |                               |
| 11   | Al-Majd (D)   | 12   | 20 | 3  | 3  | 14 | 18 | 40 | −22  | Segunda División              |
| 12   | Al-Jazira     | 0    | 0  | 0  | 0  | 0  | 0  | 0  | 0    | Retirado                      |

 Fuente: Soccerway

### Resultados
| Local \ Visitante | FUT | ITI | JAI | KAR | MAJ | JAZ | TAL | WAH | WAT | HUT | JAB | TES |
| ----------------- | --- | --- | --- | --- | --- | --- | --- | --- | --- | --- | --- | --- |
| Al-Futowa         | —   | 1–0 | 1–2 | 3–1 | 4–1 | —   | 1–2 | 2–1 | 1–1 | 3–0 | 1–1 | 1–0 |
| Al-Ittihad        | 1–1 | —   | 0–0 | 1–0 | 1–0 | —   | 3–2 | 1–0 | 0–0 | 1–0 | 1–1 | 2–0 |
| Al-Jaish          | 1–3 | 0–1 | —   | 3–0 | 2–1 | —   | 2–0 | 1–1 | 1–2 | 3–0 | 1–1 | 0–0 |
| Al-Karamah        | 0–2 | 0–1 | 2–1 | —   | 1–2 | —   | 1–1 | 1–0 | 0–0 | 1–1 | 0–3 | 0–0 |
| Al-Majd           | 0–2 | 0–1 | 1–4 | 0–1 | —   | —   | 0–0 | 0–1 | 2–0 | 0–3 | 2–5 | 0–2 |
| Al-Jazira         | —   | —   | —   | —   | —   | —   | —   | —   | —   | —   | —   | —   |
| Al-Taliya         | 0–1 | 0–0 | 0–0 | 0–0 | 1–1 | —   | —   | 0–1 | 1–2 | 0–0 | 1–1 | 0–0 |
| Al-Wahda          | 0–0 | 1–2 | 1–1 | 0–0 | 2–3 | —   | 1–1 | —   | 0–1 | 1–1 | 1–0 | 0–2 |
| Al-Wathba         | 1–2 | 1–2 | 1–0 | 0–0 | 4–1 | —   | 3–0 | 2–0 | —   | 0–0 | 1–1 | 1–1 |
| Hutteen           | 0–1 | 0–2 | 1–2 | 0–5 | 3–3 | —   | 1–1 | 1–1 | 0–2 | —   | 0–3 | 0–0 |
| Jableh            | 0–1 | 0–0 | 1–1 | 1–0 | 2–1 | —   | 3–1 | 3–0 | 2–1 | 2–1 | —   | 0–1 |
| Teshrin           | 1–0 | 2–1 | 1–1 | 0–0 | 1–0 | —   | 0–0 | 1–0 | 1–0 | 0–1 | 1–1 | —   |